# Fürstbistum Basel

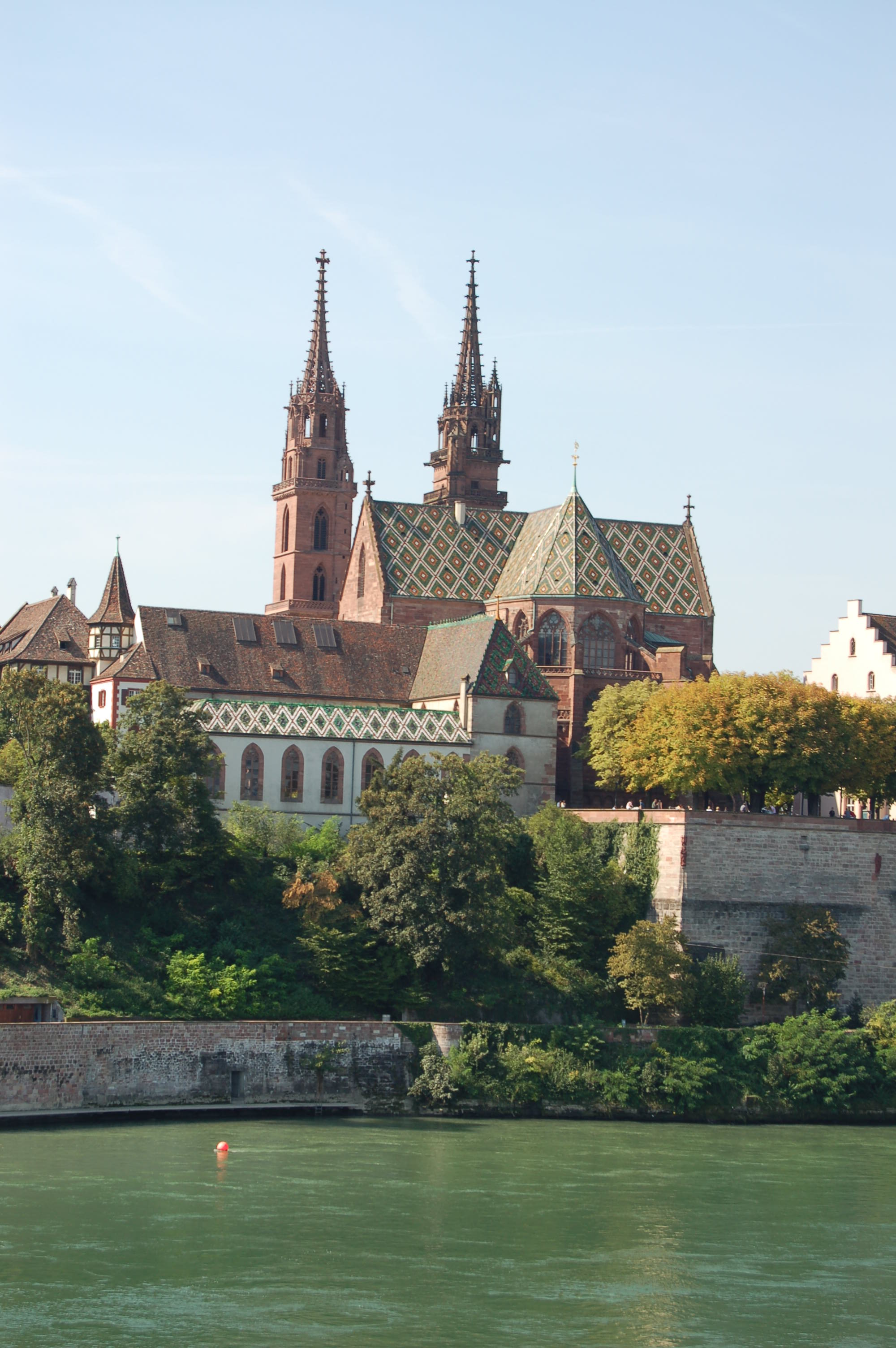
Basler Münster und Münsterpfalz, bis zur Reformation 1529 Kathedrale des Bistums und Residenz des Fürstbischofs

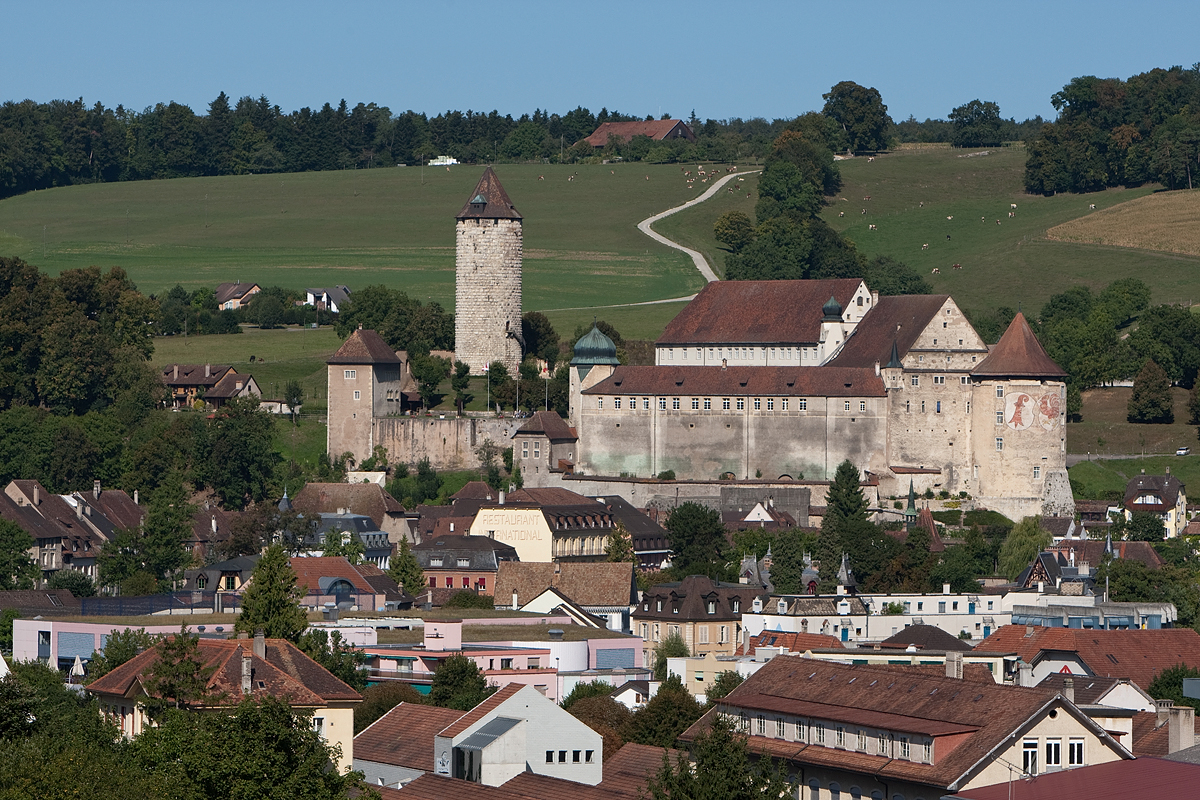
Schloss Pruntrut, 1527 bis 1792 Residenz der Basler Fürstbischöfe

Das Fürstbistum Basel war der weltliche Herrschaftsbereich der Bischöfe von Basel, die hier als Fürstbischöfe auch Reichsfürsten waren. Das Herrschaftsgebiet deckte sich nicht mit dem Gebiet der Diözese Basel, sondern war wesentlich kleiner; Teile des Herrschaftsgebietes gehörten jedoch zu anderen katholischen Diözesen. Nicht nur deshalb war das Fürstbistum ein äusserst komplexes Gebilde. Je nach Teilgebiet wurde Deutsch oder Französisch gesprochen und war die reformierte oder die katholische Konfession vorherrschend. Zudem wurden Teile des Fürstbistums seit dem Spätmittelalter zur Eidgenossenschaft gerechnet.
Das Fürstbistum existierte von 999 bis zur Säkularisation 1803.

## Geschichte
In Basel ist 749 mit Baldobert der erste Bischof sicher bezeugt. Die Geschichte des Fürstbistums als eines weltlichen Herrschaftsgebiets beginnt 999 mit der Schenkung der Abtei Münster-Granfelden durch König Rudolf von Hochburgund an das Bistum Basel, dessen Bischof damals Adalbero II. war. König Rudolf trat 1006 Basel als Pfand an seinen Neffen, den deutschen König Heinrich II., ab, der die Stadt – bis dahin zu Hochburgund gehörig – in das Heilige Römische Reich eingliederte. Heinrich II. wiederum vergab die hohe Gerichtsbarkeit über Basel und das Münzrecht an Bischof Adalbero. Obwohl Urkunden fehlen, wird davon ausgegangen, dass der Bischof „um das Jahr 1000 die vollständige geistliche und weltliche Herrschaft über die Stadt Basel erlangt hatte.“
Bereits der römisch-deutsche König Friedrich II. verlieh der Stadt das Recht, einen von bischöflicher Wahl oder Genehmigung unabhängigen Rat zu bestimmen. Allerdings wurde dieses Recht auf Protest des Bischofs Heinrich von Thun von Reichsfürsten und König 1218 wieder aufgehoben. Gleichwohl erlangten Stadt und Bürger in der Folgezeit schrittweise die Selbstverwaltung. 1263 gab Bischof Heinrich von Neuenburg der Stadt eine Verfassung. 1273 wurde aus der bischöflichen Stadtvogtei eine Reichsvogtei. Geldnöte brachten spätere Bischöfe dazu, ihre Regalien nach und nach der Stadt gegen Darlehen zu verpfänden, so dass 1386 die tatsächliche Herrschaft des Bischofs über die Stadt erlosch. Formal leistete die Stadt dem Bischof allerdings noch bis zur Reformation (1521) einen jährlichen Treueid.
Franz Xaver von Neveu war 1794–1803 der letzte Fürstbischof von Basel. 1803 wurde das Fürstbistum wie nahezu alle geistlichen Fürstentümer im Zuge der Säkularisation aufgelöst, nachdem es schon seit 1792 weitgehend von Frankreich besetzt gewesen war. 1815 teilte der Wiener Kongress mit dem Vereinigungsurkunden den französischsprachigen Teil und das Laufental dem Kanton Bern zu. Das Birseck wurde dem Kanton Basel angeschlossen.

## Reichsrechtliche Stellung
Das Fürstbistum Basel hatte Sitz und Stimme im Reichsfürstenrat. Es hatte dort eine mit dem Fürstbistum Brixen alternierende Virilstimme und nahm einen Sitz auf der geistlichen Fürstenbank ein.
Im Kreistag des oberrheinischen Reichskreises hatte das Fürstbistum ebenfalls eine Virilstimme.
Der auf dem Reichstag zu Worms 1521 festgelegte Beitrag zu den Römermonaten betrug zwei Berittene und fünfzehn Fusssoldaten oder 94 Gulden.
Die Stände des Fürstbistums bestanden aus vier Bänken: Klerus, Adel, Städte und Vogteien. Der Abt von Kloster Bellelay übte das Amt des Präsidenten der Stände aus.
Das Fürstbistum Basel bestand juristisch aus zwei Teilen:
- Das Gebiet nördlich der Klus von Court und Pichoux war Teil des Heiligen Römischen Reiches und gehörte zum Oberrheinischen Reichskreis.
- Das Gebiet südlich der Klus von Court und Pichoux war der Rechtsordnung des Reiches entzogen und mit der Schweizer Eidgenossenschaft verburgrechtet.

Damit wurde die zum Fürstbistum Basel gehörende Propstei Moutier-Grandval (dt. Münster-Granfelden), deren Territorium sich sowohl nördlich als auch südlich der Klus ausdehnte, politisch-religiös in die katholische Prévôté sous-les-roches (Propstei unter der Klus) und die protestantische Prévôté sur-les roches (Propstei über der Klus) geteilt.

## Wappen

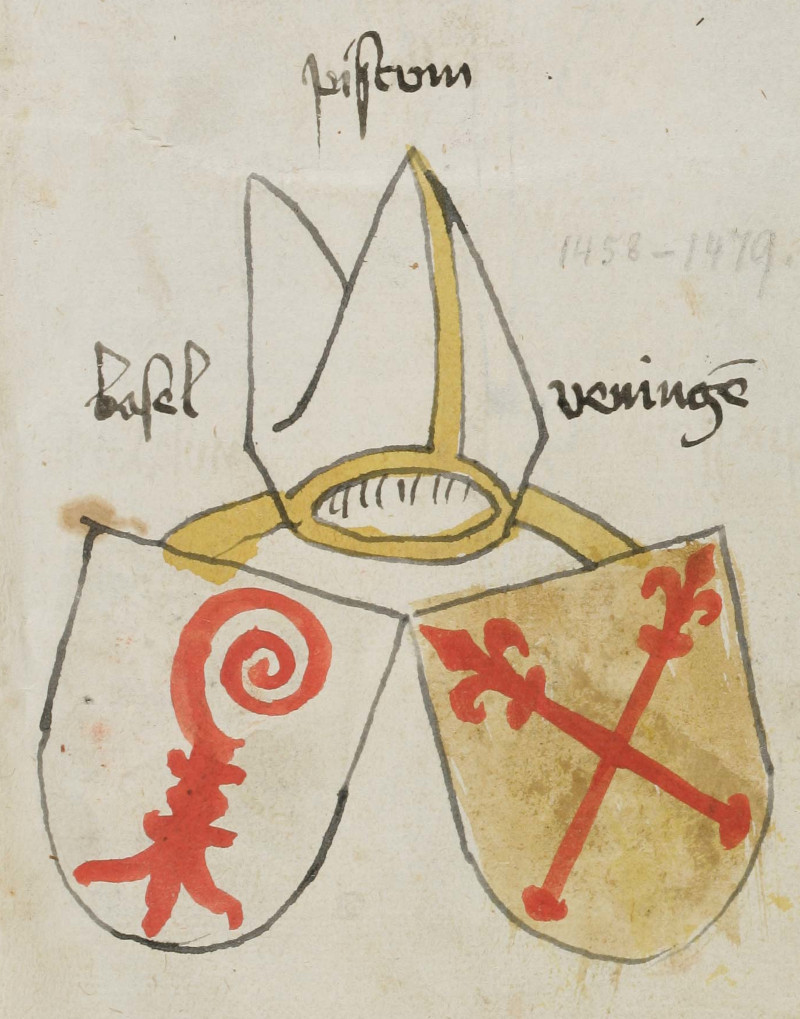
Wappen des Bistums Basel unter Bischof Johann V. von Venningen, r. 1458–1478, aus dem Wappenbuch des St. Galler Abtes Ulrich Rösch (1474)

Der Bischof von Basel führte als Wappen den roten bischöflichen Krummstab (Baselstab) auf weissem Feld.
Der rote Krummstab im weissen Feld erscheint als Banner in der Zürcher Wappenrolle (um 1340).
Der stilisierte, in drei Zipfeln auslaufende Baselstab erscheint erstmals auf dem Stäbler, einer 1370 von der Stadt Basel (nicht dem Bischof) geprägten Halbpfennig-Münze.
Ebenfalls ab etwa 1370 zeigte Johann von Vienne als erster Bischof den Baselstab in einem zweiten Wappenschild neben seinem Familienwappen in seinem Siegel. Im 15. Jahrhundert zeigten die Bischöfe den roten Baselstab auch im Geviert mit ihren jeweiligen Familienwappen.

## Das Territorium
| Französischer Name                          | Deutscher Name                             | Erwerbung | Diözese            | Bemerkungen | Wappen                                  |
| ------------------------------------------- | ------------------------------------------ | --------- | ------------------ | --- | --------------------------------------- |
| Avouerie d’Ajoie                            | Landvogtei Elsgau                          | 1270      | Erzbistum Besançon | 1779 zur Diözese Basel | Wappen der Ajoie                        |
| Ville de Porrentruy                         | Stadt Pruntrut                             | 1270      | Erzbistum Besançon | Seit 1527 Residenz des Bischofs, 1779 zur Diözese Basel | Wappen der Stadt Porrentruy             |
| La Baroche                                  | La Baroche                                 | 1270      | Bistum Basel       | Politisch Teil der Ajoie, bestehend aus den Dörfern Charmoille, Miserez, Miécourt, Fregiécourt, Pleujouse und Asuel                                                                                      | Wappen der Baroche                      |
| Seigneurie d’Asuel                          | Herrschaft Hasenburg                       | 1241      | Bistum Basel       | | Wappen der Asuel                        |
| Soyhières                                   | Saugern                                    | 1234      | Bistum Basel       | | Wappen der Gemeinde Soyhières           |
| Avouerie de Delémont                        | Landvogtei Delsberg                        | 1234      | Bistum Basel       | | Wappen der Landvogtei Delémont          |
| Ville de Delémont                           | Stadt Delsberg                             | 1234      | Bistum Basel       | Nebenresidenz des Bischofs, Sitz des Propstes von Moutier-Grandval | Wappen der Stadt Delémont               |
| Prévôté de Saint-Ursanne                    | Propstei Sankt Ursitz                      | 999       | Bistum Basel       | Schutzvögte waren die Ritter von Asuel | Wappen der Propstei Saint-Ursanne       |
| Seigneurie de Muriaux                       | Herrschaft Spiegelberg                     | 1315      | Bistum Basel       | Die Franches-Montagnes wurden vom Schloss Muriaux regiert | Wappen der Herrschaft Muriaux           |
| Franches-Montagnes                          | Freiberge                                  | 1315      | Bistum Basel       | Die Franches-Montagnes wurden vom Schloss Muriaux regiert | Wappen der Freiberge                    |
| Bailliage de Laufon                         | Landvogtei Laufen                          | 1141      | Bistum Basel       | | Wappen der Landvogtei Laufen            |
| Bailliage de Pfeffingen                     | Landvogtei Pfeffingen                      | 1005      | Bistum Basel       | Schenkung von König Heinrich II. | Wappen der Landvogtei Pfeffingen        |
| Bailliage de Zwingen                        | Landvogtei Zwingen                         | 1005      | Bistum Basel       | | Wappen der Landvogtei Zwingen           |
| Liesberg                                    | Liesberg                                   | 1271      | Bistum Basel       | Erwerb im Rahmen eines Tauschgeschäfts mit den Grafen von Pfirt und von Neuchâtel | Wappen der Gemeinde Liesberg            |
| Seigneurie de la Bourg                      | Herrschaft Burg im Leimental               | 1271      | Bistum Basel       | Von den Erzherzogen von Österreich an die Grafen von Neuchâtel verkauft | Wappen der Herrschaft Burg im Leimental |
| Avouerie de Birseck                         | Landvogtei Birseck                         | 1245      | Bistum Basel       | | Wappen der Landvogtei Birseck           |
| Courtine d’Arlesheim                        | Ort Arlesheim                              | 1245      | Bistum Basel       | Seit 1679 Sitz des Domkapitels | Wappen der Gemeinde Arlesheim           |
| Seigneurie de Schliengen                    | Landvogtei Schliengen                      | um 1000   | Bistum Konstanz    | Mit der Feste Istein | Wappen der Landvogtei Schliengen        |
| Prévôté de Moutier-Grandval sous-les-roches | Propstei Münster-Granfelden unter der Klus | 999       | Bistum Basel       | Juristisch waren die vier Gemeinden im Birstal (Châtillon, Courrendlin, Rossemaison, Vellerat) und die drei Gemeinden im Val Terbi (Corban, Courchapoix, Mervelier) in das Burgrecht mit Bern einbezogen | Wappen der Propstei Moutier-Grandval    |
| Couvent de Bellelay                         | Abtei Bellelay                             | 1136      | Bistum Basel       | Gründung durch die Propstei Moutier-Grandval. Juristisch waren die zwei Gemeinden der Courtine de Bellelay (Lajoux, Les Genevez) in das Burgrecht mit Bern einbezogen                                    | Wappen der Abtei Bellelay               |

| Französischer Name                           | Deutscher Name                            | Erwerbung | Diözese                              | Bemerkungen | Wappen                               |
| -------------------------------------------- | ----------------------------------------- | --------- | ------------------------------------ | --- | ------------------------------------ |
| Prévôté de Moutier-Grandval sur-les-roches   | Propstei Münster-Granfelden über der Klus | 999       | Bistum Basel, 1527 protestantisch    | Schutzvögte waren die Grafen von Soyhières, dann die Grafen von Pfirt. 1486 Burgrechtsvertrag mit Bern, seit der Reformation Sitz des Propstes in Delémont | Wappen der Propstei Moutier-Grandval |
| Prévôté de Saint-Imier                       | Propstei Sankt Immer                      | 999       | Bistum Lausanne, 1527 protestantisch | Schutzvögte waren die Herren von Erguel. 1479 Burgrechtsvertrag mit der Stadt Biel                                                                         | Wappen der Propstei Saint-Imier      |
| Avouerie d’Erguël                            | Landvogtei Erguel                         | 999       | Bistum Lausanne, 1527 protestantisch | Schutzvögte waren die Grafen von Fenis-Neuchâtel. Seit 1393 hatte die Stadt Biel das Bannerrecht im Erguel, 1555 Burgrechtsvertrag mit Solothurn           | Wappen der Herrschaft Erguel         |
| Orvin                                        | Ilfingen                                  | 999       | Bistum Lausanne, 1527 protestantisch | | Wappen der Gemeinde Orvin            |
| Seigneurie de Nugerol                        | Herrschaft Schlossberg                    | 999       | Bistum Lausanne, 1527 protestantisch | Abgegangener Ort zwischen Le Landeron und La Neuveville |                                      |
| Ville de Bienne                              | Stadt Biel                                | 1142      | Bistum Lausanne, 1527 protestantisch | Seit 1478 Zugewandter Ort der Eidgenossenschaft | Wappen der Stadt Biel                |
| Ville de La Neuveville                       | Stadt Neuenstadt                          | 1312      | Bistum Lausanne, 1527 protestantisch | Burgrechtsverträge mit Bern (1388), mit Biel (1395), mit Solothurn (1448)                                                                                  | Wappen der Stadt La Neuveville       |
| Avouerie de La Neuveville/Montagne de Diesse | Landvogtei Neuenstadt/Tessenberg          | 1112      | Bistum Lausanne, 1527 protestantisch | Kondominium des Fürstbischofs von Basel mit dem Grafen von Neuchâtel, Linie zu Nidau (von Bern beerbt)                                                     | Wappen der Vogtei Tessenberg         |

## Erwerb und Verlust der Grafschaft Pfirt (Ferrette)
1271 verkaufte Graf Ulrich von Pfirt die Grafschaft Pfirt dem Basler Bischof Heinrich von Neuenburg und empfing die Grafschaft zurück als Lehen. Dieses Lehen ging mit der Heirat von Johanna von Pfirt mit dem Habsburger Albrecht dem Weisen 1324 und ihrem Tod 1351 an das Haus Österreich über. Nach dem Dreißigjährigen Krieg betrachtete der französische König alle österreichischen Gebiete als sein Eigentum und die Rechte des Bischofs von Basel wurden gänzlich missachtet.

## Dinghöfe
Das Hochstift bzw. das Fürstbistum Basel war Eigentümer von einem guten Dutzend Dinghöfen; die Anzahl schwankte im Laufe der Jahrhunderte. Einige kommen urkundlich schon im 11. Jahrhundert im Besitz des Hochstifts vor. Die Dinghöfe wurden von der Dompropstei verwaltet. Der Grossteil der Dinghöfe lag im Sundgau. Rechts des Rheins waren die Dinghöfe in Istein und in Tiengen am Tuniberg. Nach der Reformation 1529 verfügte die Stadt Basel über die Einkünfte aus dem auf ihrem Territorium gelegenen Propsteigut, und somit auch über die Dinghöfe Biel, Bubendorf und bis 1623 Hüningen, d. h. solange Hüningen baslerisch war, in der Überzeugung, es entspreche dem Willen der damaligen Stifter, die Erträge den eigenen kirchlichen Bedürfnissen zukommen zu lassen und nicht der Dompropstei, die sich nun in Freiburg im Breisgau befand, abzuliefern, und entsprechend dem Rechtsprinzip cuius regio, eius religio. Die kleinen Dinghöfe in Maisprach und in Zeglingen existierten bereits nicht mehr. Ein Dinghof war ein personaler Verband, der sich mit dem neuzeitlichen Prinzip der Territorialität nicht vertrug.

## Die Fürsten
Der Basler Bischofsstuhl wurde zumeist vom vorderösterreichischen Adel besetzt; seit dem 16. Jahrhundert waren dies die Familien Utenheim, Gundelsheim, Lichtenfels, Blarer von Wartensee (drei Fürstbischöfe), Rinck von Baldenstein, Ostein, Ramstein, Schönau-Zell, Roggenbach (zwei Fürstbischöfe), Reinach-Hirtzbach, Reinach-Steinbrunn, Froburg (Montjoie), Wangen-Geroldseck und Neveu. Überhaupt war die Bindung  zwischen dem vorderösterreichischen Regierungssitz Freiburg im Breisgau und der Bischofsresidenz Porrentruy sehr eng. Ein Paradebeispiel ist die Karriere des ersten Archivars und Landeshistorikers sowohl Vorderösterreichs als auch anschliessend des Bistums Basel, Leonard Leopold Maldoner (1694 in Waldshut geboren, 1765 in Porrentruy gestorben), der zuerst in Freiburg wirkte und 1749 nach einem Zwist mit den vorderösterreichischen Behörden den Dienstherrn wechselte. Von ihm stammen die lange nachwirkenden Landesbeschreibungen Brisgovia vetus et nova sowie Historia Basiliens, Pionierarbeiten für beide Länder. Das heutige Regierungspräsidium Freiburg des Landes Baden-Württemberg hat seinen Sitz im Basler Hof.

## Militär

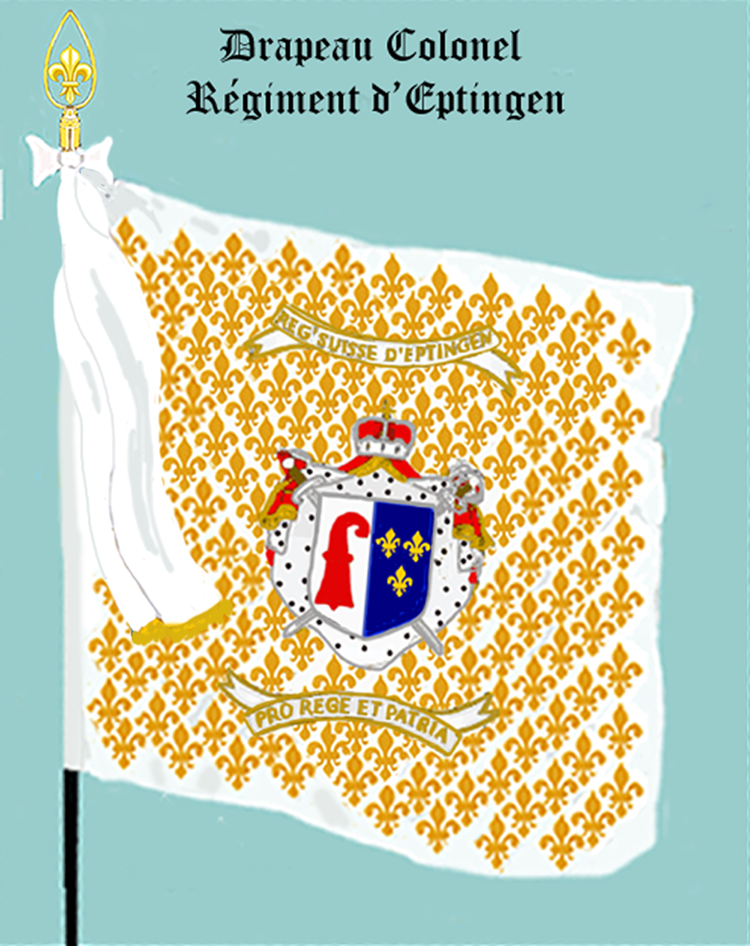
Obristenstandarte von Eptingen

Ab 1758 beteiligte sich der Fürstbischof von Basel an der Gestellung von Schweizer Truppen in französischen Diensten für das Königshaus der Bourbonen 1589–1792 durch die Aufstellung des Regiments von Eptingen mit der Garnison Strassburg. Das Regiment von Eptingen erhielt die Nr. 70 und wurde als «Fürstbischöflich», 11. Schweizer Regiment bezeichnet.
Kommandanten waren:
- 1758: Johann Baptist von Eptingen, 1762 zum Brigadier und 1770 zum Generalfeldwachtmeister (Maréchal de camp) befördert;
- 1783: Regiment von Schönau (Schonau), Franz Xaver Anton von Schönau;
- 1786: Regiment von Reinach, Sigismund von Reinach-Steinbrunn.

Verwendung 1769 bei der Eroberung von Korsika und vor allem im Garnisonsdienst in Frankreich. Das Regiment wurde 1791 zum 100. Infanterie-Linienregiment und 1792 – unter Entlassung der Schweizer – mit französischen Soldaten neu aufgestellt.

## Archiv
Das Archiv befindet sich im Hôtel de Gléresse in Porrentruy. Das Kulturgut von nationaler Bedeutung wird von der 1985 gegründeten Stiftung Fondation des Archives de l’ancien Evêché de Bâle (AAEB) bewahrt.
Früher waren die Bestände Teil des Staatsarchives des Kantons Bern und wurden 1842 von Bern nach Porrentruy verlegt, wo sie anfänglich von Joseph Trouillat betreut wurden. 1898 wurde der Standort Porrentruy des Staatsarchivs aufgelöst und die Bestände wieder nach Bern verbracht, wo sie aber erst ab 1916 durch Amédée Membrez wieder betreut wurden.